# Ŏ
Cette page contient des caractères spéciaux ou non latins. S’ils s’affichent mal (▯, ?, etc.), consultez la page d’aide Unicode.
Ŏ (minuscule : ŏ), ou O bref, est une lettre latine utilisée dans plusieurs romanisations ALA-LC dont celle de l’hindi, du lepcha, du limbu et du mokcha, et dans plusieurs romanisations BGN/PCGN dont celle du khmer et du shan, ou encore dans la romanisation McCune-Reischauer du coréen. Elle est composée de la lettre O diacritée d'une brève.

## Utilisation
La romanisation McCune-Reischauer, un système de transcription du coréen, utilise ŏ pour représenter la voyelle /ʌ/, écrite 어 en hangeul. Le système de romanisation révisée emploie eo pour noter ce son.

## Représentations informatiques
Le O bref peut être représenté avec les caractères Unicode suivants :
- précomposé (latin étendu A)[1] :

| formes    | représentations | chaînes de caractères | points de code | descriptions                    |
| --------- | --------------- | --------------------- | -------------- | ------------------------------- |
| majuscule | Ŏ               | Ŏ                     | U+014E         | lettre majuscule latine o brève |
| minuscule | ŏ               | ŏ                     | U+014F         | lettre minuscule latine o brève |

- décomposé (latin de base, diacritiques) :

| formes    | représentations | chaînes de caractères | points de code | descriptions                                |
| --------- | --------------- | --------------------- | -------------- | ------------------------------------------- |
| majuscule | Ŏ               | O◌̆                    | U+004F U+0306  | lettre majuscule latine o diacritique brève |
| minuscule | ŏ               | o◌̆                    | U+006F U+0306  | lettre minuscule latine o diacritique brève |